# Раймон Паниккар
Раймон Паниккар (исп. Raimon Panikkar, настоящее имя Раймундо Паникер Алемани (исп. Raimundo Pániker Alemany), 3 ноября 1918, Барселона — 26 августа 2010, Тавертет) — испанский богослов.

## Биография
Родился в зажиточной семье индийца и каталанки, младший брат впоследствии стал философом. Учился в Испании, во время гражданской войны уехал в Германию. Вернувшись, защитил докторскую диссертацию по философии и был рукоположен в сан священника Римо-католической церкви. В 1958 году получил степень доктора химии, через три года — доктора богословия. Преподавал в университетах Индии и США.
Паниккар издал несколько десятков книг и множество статей. Основные темы сочинений — межрелигиозный диалог (особенно между христианством и восточными религиями), плюрализм, герменевтика, место в мире Бога и человека, философия науки. Был знаком с Х. Эскривой, участвовал в деятельности Опус Деи. В Индии встречался с Анри Ле Со, дневник которого издал.